# 1621
- Wikisource

| Calendário gregoriano                                                        | 1621 MDCXXI                         |
| Ab urbe condita                                                              | 2374                                |
| Calendário arménio                                                           | 1070 – 1071                         |
| Calendário bahá'í                                                            | -223 – -222                         |
| Calendário budista                                                           | 2165                                |
| Calendário chinês                                                            | 4317 – 4318 Início a 22 de janeiro  |
| Calendário copta                                                             | 1337 – 1338                         |
| Calendário etíope                                                            | 1613 – 1614                         |
| Calendários hindus - Vikram Samvat - Calendário nacional indiano - Cáli Iuga | 1676 – 1677 1542 – 1543 4721 – 4722 |
| Calendário Holoceno                                                          | 11621                               |
| Calendário islâmico                                                          | 1030 – 1031                         |
| Calendário judaico                                                           | 5381 – 5382                         |
| Calendário persa                                                             | 999 – 1000                          |
| Calendário rúnico                                                            | 1871                                |
| Calendário solar tailandês                                                   | 2164                                |

1621 (MDCXXI, na numeração romana) foi um ano comum do século XVII do actual Calendário Gregoriano, da Era de Cristo,  e a sua letra dominical foi C, teve 52 semanas,  início a uma sexta-feira e terminou também a uma sexta-feira.
| Ano completo                       |
| ---------------------------------- |
| Ano comum com início à sexta-feira |

## Eventos
- Criação do Estado do Brasil e Estado do Maranhão.
- Fundação da cidade de Gotemburgo na Suécia.
- Foi criada a Companhia das Índias Ocidentais pelos holandeses.

## Fevereiro
- 9 de Fevereiro - Gregório XV é eleito papa.

## Julho
- 29 de julho - É aclamado em Angra do Heroísmo, ilha Terceira, Açores, o rei Filipe IV de Espanha (Filipe III de Portugal).[1].

### Em andamento
- Guerra dos Trinta Anos (1618–1648)

## Nascimentos
- 02 de Fevereiro - Johannes Schefferus, foi humanista, filólogo e erudito sueco de origem francesa (m. 1679).
- 27 de Setembro - Jacques-Bénigne Bossuet, teólogo francês, teorizador do absolutismo.

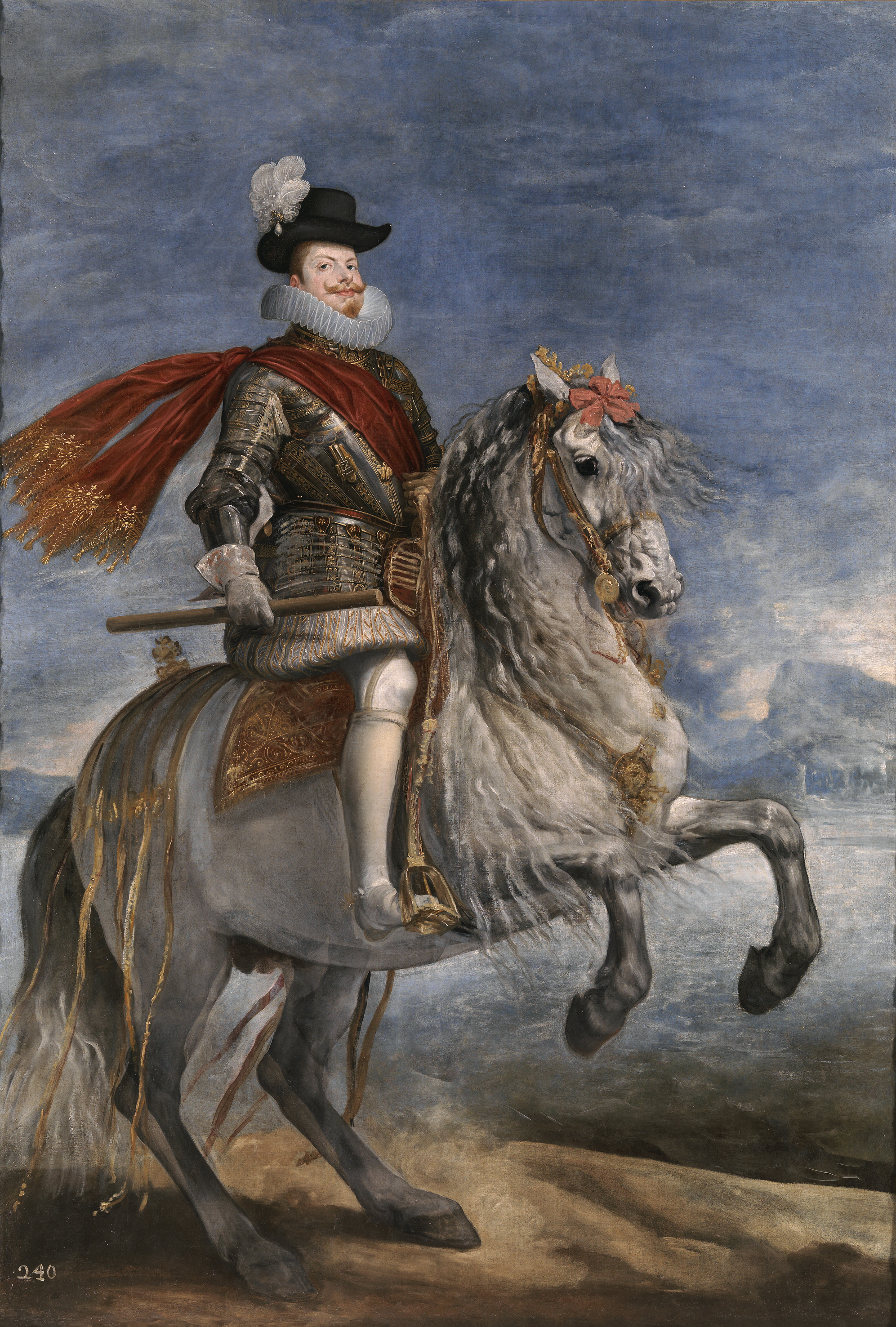
Filipe II de Portugal, III de Espanha, a cavalo. Pintura de Diego Velázquez e outros. Museu do Prado, Madrid.

## Mortes
- 28 de Janeiro - Papa Paulo V (n. 1552)
- 31 de Março - Filipe II de Portugal, III de Espanha (n. 1598).

## Por tema
- 1621 na literatura